# Otvorena veza
Otvorena veza je naziv za intimni odnos dvoje partnera koji su se sporazumjeli kako jedan od njih ili oboje mogu, ako to žele, imati intimne ili seksualne odnose i s drugim osobama. Otvoreni odnos predstavlja karakteristiku poliamorijskog životnog stila, odnosno jedan od oblika ne-monogamije. Ako su dvoje partnera u braku, takav se odnos naziva otvorenim brakom. 

## Vanjske poveznice
- A Handbook on Open Relationships  Arhivirana inačica izvorne stranice od 10. svibnja 2012. (Wayback Machine)